# Ateneo de Jerez
El Ateneo de Jerez, denominado en un origen como Ateneo Científico, Literario y Artístico, es una institución participativa cultural dedicada a la promoción del conocimiento, el arte, la ciencia, la cultura y el debate intelectual en la ciudad de Jerez de la Frontera (Andalucía, España) y su área de influencia desde su constitución en 1897. 
Junto con el Ateneo de Sevilla y el Ateneo de Cádiz, el Ateneo de Jerez forma parte de los únicos ateneos andaluces fundados en el s. XIX. 
A lo largo de su historia destacan hitos como la creación de la Revista del Ateneo (1924), la celebración de la Exposición Provincial Obrera (1925), la creación e impulso de la Cabalgata de los Reyes Magos en la ciudad (1923)  o la fundación de la Cátedra de Flamencología (1958). 

## Fines y valores
El Ateneo de Jerez cuenta entre sus fines y valores centrales:
- Valores humanistas: entidad plural, inclusiva y crítica que defiende los derechos humanos, la libertad de pensamiento, el respeto a la naturaleza y el diálogo como base del progreso social.
- Divulgación científica y difusión del conocimiento: acerca la ciencia y la cultura a la sociedad mediante actividades accesibles como conferencias, talleres o publicaciones.
- Desarrollo del arte y la cultura: promueve la creación y apreciación artística, entendida como cultivo de las humanidades y expresión de la sensibilidad cultural.
- Participación ciudadana: impulsa el compromiso cívico y el diálogo democrático, fomentando la inclusión, el pluralismo y la implicación comunitaria.
- Fomento del debate intelectual: facilita el intercambio de ideas y la reflexión crítica sobre temas sociales, científicos, filosóficos y artísticos.

El Ateneo de Jerez es miembro de la Federación de Ateneos de Andalucía

## Historia
La historia del Ateneo de Jerez comparte el trasiego del propio contexto histórico donde se inserta y común al resto de ateneos en España.
Creado el Ateneo de Madrid en 1835, su ejemplo y éxito provocó la creación de otros en muchas otras ciudades. Así: se creó en Barcelona el Ateneo Catalán en 1860, embrión del posterior Ateneo Barcelonés en 1872, y el Ateneo Balear en 1862. A partir de 1875 se extenderían los Ateneos tal como hoy son conocidos por toda España: Valencia (1879), Albacete (1880), Gijón (1881), Sevilla (1887), Alicante (1896), Jerez de la Frontera (1897), Zaragoza (1898), La Laguna (1904), Santander (1914),, etc..

### Origen
El origen del Ateneo de Jerez está marcado por la publicación de un artículo-convocatoria por parte de D. Luis de Ysasi en el periódico El Guadalete el 12 de abril de 1896. con apoyo del periodista y director del periódico José Bueno y Nuesa. En dicho artículo se hace un llamamiento a la ciudadanía jerezana, animándole a despertar las aficiones literarias y elevar la cultura de la ciudad.
Su creación contó de inmediato con el apoyo del entonces alcalde D. Manuel de Bertemati y Maderne, quien cedió para la primera sede del Ateneo de Jerez el antiguo Palacio de Justicia, en la plaza del Arenal.

El domingo 21 de febrero de 1897 tuvo lugar la constitución oficial del Ateneo de Jerez, en la cual contó con el discurso inaugural de Benigno Bugeda e Izquierdo: 
"Un amigo nuestro concibió el pensamiento, nosotros lo sacamos a la luz, y a vosotros toca el conservarlo, mejorarlo y perpetuarlo, para que Jerez brille siempre en la cultura, en la civilización y en el progreso..."  D. Benigno Bugeda e Izquierdo. 21 de febrero de 1897
En su constitución legal se proclamó una Junta Directiva transitoria, de cara a realizar un posterior nombramiento de la Junta Directiva que lo sería en los dos próximos años en junio de ese mismo año.
Primera Junta de Gobierno (transitoria)
- Presidencia. D. Pedro Moreno de la Serna
- Vicepresidencias: 1.º - D. José Rivera / 2.º D. José Luque y Beas
- Vocalías: 1.º D. Gumersindo Fernández de la Rosa / 2.º D. José´Bueno y Nuesa / 3.º D. Francisco A. Delma / 4.º D. Vitalio Coloma y Michelena

- Tesorería. - D. Pedro Domecq
- Bibliotecario - D. Luis Pérez
- Secretaría General - D. Jacinto
- Secretarías - D. Carlos Betemartí, Carlos Rivera

###### Reglamento
El reglamento del Ateneo de Jerez comenzará con esos dos artículos: 
Artículo 1º. El Ateneo es una Sociedad exclusivamente científica, literaria y artística, cuyo objeto es favorecer la investigación y la difusión de las verdades de la ciencia y el cultivo del arte.

Artículo 2º. Para conseguir este objeto, la Sociedad organizará discusiones, conferencias, veladas y excursiones; establecerá cátedras y empleará todos los medios que considere conducentes a la consecución del fin social. 

###### Secciones
En su origen el Ateneo de Jerez contará con las siguientes secciones, y cada cual formada por pequeñas directivas independientes que cuentan cada una con una presidencia, una vicepresidencia y cuatro secretarías.
1. Sección de las Ciencias Exactas, Físicas y Naturales
2. Sección de Ciencias Morales y Políticas
3. Sección de Literatura y Lenguas
4. Sección de Bellas Artes
5. Sección de Agricultura, Industria y Comercio

El lunes 22 de febrero de 1897 se publica esta crónica sobre el nacimiento del Ateneo de Jerez:
"Ha nacido la hermosa institución del Ateneo jerezano, que ayer quedó constituido en la ciudad del Guadalete. El pensamiento fue acogido con gran entusiasmo por los escritores que formaron parte en la discusión y llevado  a feliz término con toda la fe y toda la actividad que el hidalgo pensamiento merecía. En corto plazo, en veinte días a lo sumo, se ha realizado la insigne obra y en veinte días ha quedado la brillante esperanza de ayer convertida en una realidad poderosísima, a la cual darán largos de año de vida y grades esplendores, como antes decía, el entusiasmo, la fe y el cariño que han servido de base a la obra del Ateneo. El movimiento ha sido general, unánime, grande, digno de ser admirado. Sólo así se concibe que en tan pocos días hayan llegado a cerca de 300 las adhesiones recibidas". Sr Pérez Mateos.

### Evolución
Desde 1901 el Ateneo de Jerez centró sus actividades pedagógicas bajo el nombre de Cátedras Populares. Con esa denominación, además de potenciar y fomentar la cultura, también promocionó ideas económicas de cara a un mayor progreso. Así mismo, en ese periodo apoyó y fomentó la creación de escuelas en la ciudad y en el medio rural, de bibliotecas públicas y de misiones culturales en el ámbito rural, así como el fomento y comercio de un incipiente turismo.
En 1924 se edita el primer número de la Revista del Ateneo, que a partir de 1928, alcanzará difusión y prestigio regional y nacional, con una tirada de unos mil ejemplares, de los cuales un centenar eran enviados a otros países. En dicha publicación participarán firmas como Juan Ruiz Peña,  Fernando Villalón, Adriano del Valle, Rafael Laffón. Manuel Halcón, Alejandro Collantes de Terán, Joaquín Romero Murube, María Alicia Domínguez, Carolina Marcial Dorado, María Dolores Bas, Eugenio D’Ors, Pedro Sáinz Rodríguez o Mauricio Bacarisse, entre otros.
En 1925 el Ateneo de Jerez celebra la Exposición Provincial Obrera, entre los que destaca la producción artística de Teodoro Nicolás Miciano Becerra, artista jerezano considerado uno de los punteros en la historia del sello y la moneda española durante el siglo XX y que fue presidente de la Sección de Bellas Artes y director artístico de la Revista del Ateneo. Esta muestra fue visitada a la postre por Alfonso XIII y el general Miguel Primo de Rivera.
Al Ateneo de Jerez también se le debe la creación en esa década de la Fiestas de los Reyes Magos tal cual actualmente es conocida, posteriormente conocida como cabalgata, así como primer propagador en Jerez de las ideas andalucistas, principalmente a través del ateneísta Antonio Chacón Ferral, amigo y seguidor de Blas Infante.
A partir de 1929 la actividad del Ateneo de Jerez comienza a languidecer por falta de financiación fruto de la crisis económica y política en España. Si bien, en esa época, aún impulsaron la apertura de la Biblioteca de Tempul (12/10/1931) y la Biblioteca Alameda Fortún de Torres (23/04/1932), exposiciones de Teodoro Miciano, Carlos Gallegos, exposiciones a beneficio de obreros desempleados, conciertos, excursiones o recaudación de casi 6000 juguetes para la Fiesta de los Reyes Magos. así como otras tantas actividades.
Su actividad se vio finalmente truncada en 1938, debido a la Guerra Civil, contienda que provocó la desaparición de los documentos existentes en el archivo de la entidad, como su biblioteca, con 3.000 volúmenes y 150 publicaciones periódicas que se encontraban a disposición del público. 

### Breve regreso
Entre finales de los años 50 y los años 60 algunos jóvenes promovieron el regreso de la entidad cultural, con la presidencia del entonces alcalde Tomás García Figueroa, si bien, la iniciativa tuvo poco recorrido al despertar escaso interés y no contar con financiación, en unos años de desarrollismo y el despertar del consumo y el turismo en Andalucía. Son Juan de la Plata, Manuel Ríos y Joaquín Villatoro, los que a finales de los años 60 intentan dar un impulso al Ateneo de Jerez junto a otros personajes de la cultura de la ciudad. 
"Hace poco más de un año que sostuvimos -Joaquín Villatoro, Juan de la Plata y quien suscribe- una sustanciosa charla, aquí, en el café La Vega, con los ateneístas madrileños Jose María de Cossío - presidente- y Ramón Solís - secretario general-, en presencia del presidente del Ateneo santanderino. Expusímosles nuestros deseos de crear en Jerez de la Frontera un Ateneo que regulara nuestras actividades artísticas y literarias. Nos aconsejaron que los mismos estatutos del Centro Cultural Jerezano, ligeramente reformados, y un simple cambio de denominación, bastaría para dar forma al empeño. Así lo hicimos y ya el Ateneo de Jerez es una realidad, bajo la competente presidencia de Tomás García Figueroa (..) Y el Ateneo ha comenzado sus actividades, dando preferencia a la cultura popular, a la cultura creada por el pueblo, el arte flamenco, organizando la Cátedra de Flamencología y Estudios Folcóricos Andaluces."
Manuel Ríos Ruiz. La Estafeta Literaria: Número 363 - 11 febrero 1967 

### Refundación
Entre los años 2004 y 2006 se reorganizó de nuevo el Ateneo de Jerez como asociación, con una presentación oficial pública el 29 de junio de 2006, que contó con una elevada asistencia. 

En su definición primera aparece este enunciado:
“El Ateneo de Jerez es una asociación que organiza, promueve y debate sobre cualquier materia o asunto que se reconozca de utilidad pública, tanto para la protección de los derechos humanos como para profundizar en la vida democrática, o la defensa y el respeto de la naturaleza. (…) Nuestros objetivos son promover el estudio de las ciencias, el fomento de las bellas artes y las letras, así como el interés por mejorar la sociedad donde vivimos a través del análisis y el debate, potenciando valores ateneísticos como el libre pensamiento, el respeto, la libertad, la participación, el interés por la cultura y al mismo tiempo fomentar las relaciones de amistad y habilitar un lugar de encuentro agradable”. 
Actualmente el Ateneo de Jerez cuenta con un salón de actos acondicionado para conferencias, proyecciones y exposiciones de pintura, fotografía y esculturas; varias salas de ensayos (coral, teatro, etc.) además de una biblioteca y varias salas de reuniones.

### Presidencias del Ateneo

###### Primera época
- Pedro Moreno de la Serna (1897)
- Manuel de Bertemati (1898)
- José Bervis (1903)
- Agustín Ondovilla (1905)
- Ángel Antón Rico
- Manuel Chacón
- Juan Luis Durán Moya
- Tomás García Figueroa

###### Época reciente
- José Rodríguez López (2006-2012) [16]
- José Manuel Simancas Berraquero (2012-2017)
- Juan García Álvarez (2017-2019)
- José Manuel Simancas Berraquero (2019-2021)
- Margarita Martín Ortiz (2021-2024)
- Gustavo A. Cordero Bueso (2024-...)

## Sedes
Por orden cronológico, las sedes del Ateneo de Jerez han sido las siguientes: 
|                 | Sedes |  |
| --------------- | --- |  |
| 1897-1938       | Calle Larga, 8. Tras su fundación en 1897, tuvo su primera sede social en la C/ Larga, n.º 8, si bien, desarrolló principalmente sus actividades en el conocido como Palacio de Justicia (s. XVI), o antigua Casa del Corregidor, sito en la plaza del Arenal, inmueble cedido por el Ayuntamiento de Jerez para el desarrollo de sus actividades. |  |
| 2006-2013       | Calle Arcos, 30. Tras su refundación en 2006, tuvo como primera sede en c/ Arcos, 30. y el uso colaborativo mediante convenio para el desarrollo de actividades el salón de la ONCE así como el de otras entidades e instituciones en Jerez. |  |
| 2013-Actualidad | Calle San Cristóbal, 8. En 2013 se establece un convenio de cesión municipal con el Ayuntamiento de Jerez para la mudanza de la sede del Ateneo de Jerez a la c/ San Cristóbal, 8. un caserón isabelino construido por el arquitecto Valentín Domínguez en 1851.                                                                                   |  |

## Organización

### Junta Directiva
- Presidente: Gustavo A. Cordero Bueso.
- Vicepresidenta: Manuela Castillo Hierro.
- Secretaria: Mª Ángeles Grilo Gutiérrez.
- Tesorero: Miguel Días González.
- Vocal de Actividades: Juan Bertolet Matoso.
- Vocal de Igualdad, Inclusión y Recurso: Patricio Pérez Pacheco.

### Secciones

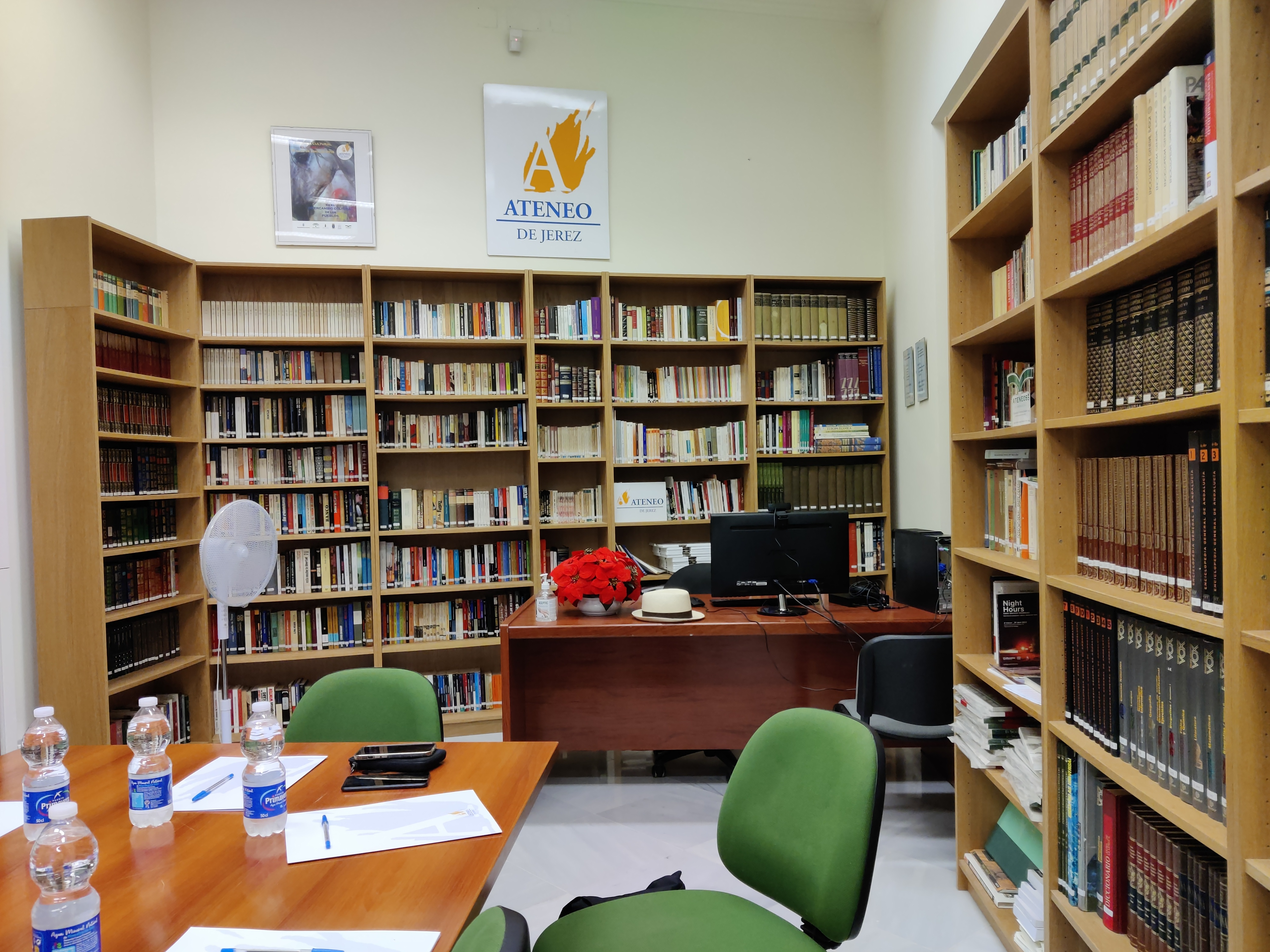
Biblioteca

Para poder llevar a cabo su acción está organizado en secciones o grupos de trabajo, cuyos miembros realizan una tarea voluntaria de organizar, gestionar y coordinar las actividades, dentro y fuera de su sede. 
Actualmente cuenta con las siguientes secciones:

##### Cultura y Expresión artística
- Literatura (Carmen Sáiz)
- Cine (Pilar Torres Avilés)
- Poesía (Patricio Pérez Pacheco)
- Fotografía (Manuel Fernández Barcell)
- Flamenco (María José González Laynez)
- Camerata (Juana M. López Toro)
- Club de Lectura (María Isabel Nieto)
- Música (Juan Luis Morión Pina)
- Ocio y Cultura (Dolores Bertolet Matoso)
- Exposiciones (Juan Bertolet Matoso)
- Teatro Entre Bambalinas (José Luis Corchado)
- Teatro Histriónicos (Miguel Díaz)
- Teatro Las Musas (Ana Fernández)

#### Patrimonio, Historia e Identidad Local
- Historia, Arte y Patrimonio (José Manuel Simancas Berraquero)
- Memoria Histórica y Democrática (Manuel Guerrero Moreno)
- Jerez y su Cultura (Francisco Núñez Benicio)

#### Sociedad, Economía y Derechos
- Espacio Feminista (Dolores Corral Fernández)
- Economía y Debate Ciudadano (Andrés Cárdenas Calvente)
- Educación (Pilar Castro Rodríguez)

#### Salud, Sostenibilidad y Bienestar
- Salud y Bienestar (José Luis Manzano Doña)
- Cultura Gastronómica (Gustavo Cordero Bueso)

- Naturaleza y Medio Ambiente (Jose María Pérez Pacheco)

## Ateneístas

### Ateneístas históricos
El Ateneo de Jerez a lo largo de su historia ha reunido a destacadas personalidades de la ciencia, la cultura y las artes, como por ejemplo Alberto Durán Tejera, impulsor del Zoobotánico y la Fiesta de la Vendimia; Carlos González Ragel, pintor expresionista; y Francisco Hernández Rubio, arquitecto de proyección nacional, reflejando la riqueza intelectual y creativa de la institución.

### Ateneos de Honor

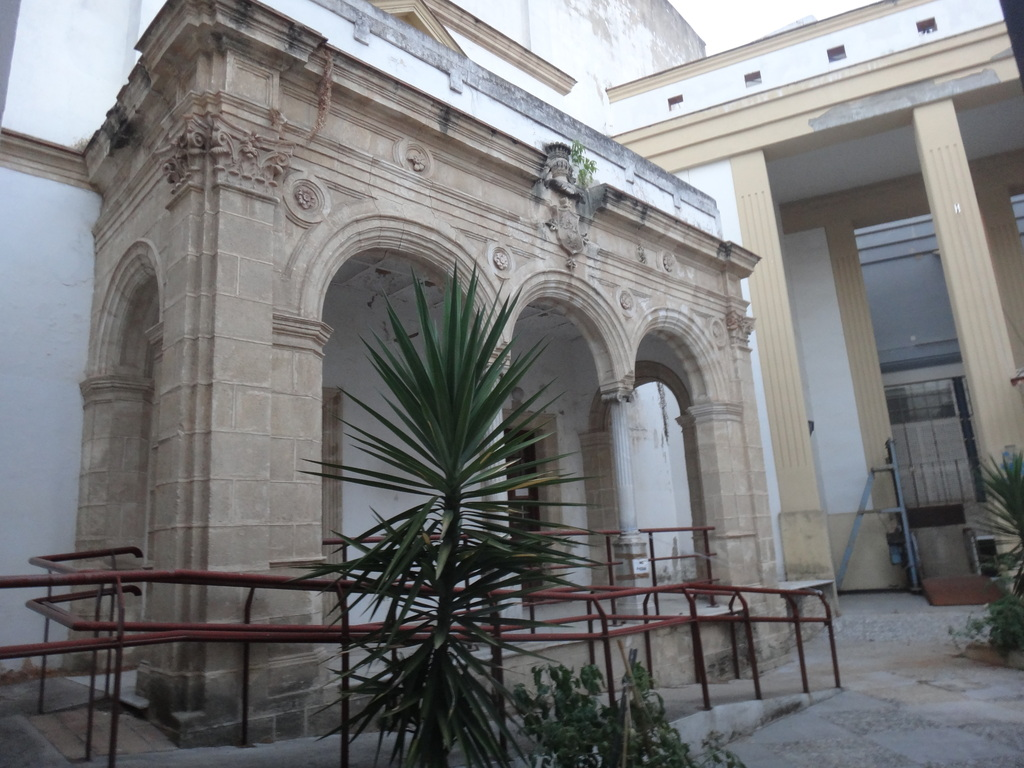
Acceso trasero a la sede actual del Ateneo de Jerez

Cada año, el Ateneo de Jerez reconoce a personas e instituciones que destacan por su aportación a la sociedad y la cultura. Entre los galardonados figuran referentes como el escritor José Manuel Caballero Bonald, el tenor Ismael Jordi o la poetisa Josefa Parra, así como instituciones como el grupo de teatro La Zaranda. Desde 2024, también se premia a Jóvenes Talentos, destacando jóvenes investigadores en biomedicina y ciencia, así como artistas innovadores como Ana Crismán, arpista flamenca, y Victoria Guerrero, pianista internacional.

## Colaboraciones
El Ateneo de Jerez coopera con diversas instituciones, asociaciones y entidades para promover la cultura, la ciencia y la participación ciudadana. Algunas de las organizaciones con las que colabora incluyen:
1. Instituciones municipales: el Ateneo colabora con el gobierno local en actividades culturales, conferencias y exposiciones.así como otras instituciones como el Archivo Municipal de Jerez, el Museo Arqueológico de Jerez, etc.
2. Universidades y centros educativos: trabaja con instituciones académicas como la Universidad de Cádiz, la Universidad Pablo de Olavide,[21] la Universidad de Sevilla, etc. para la organización de eventos educativos y científicos.
3. Fundaciones culturales: cooperan con entidades como la Fundación Caballero Bonald, que promueve la literatura y el pensamiento crítico,
4. Otras asociaciones culturales: el Ateneo de Jerez colabora con diversas asociaciones locales y regionales en actividades artísticas, literarias y científicas, tales como la Asociación de la Prensa de Jerez y otras entidades dedicadas a la difusión cultural.
5. Entidades científicas y de divulgación: cooperan con organizaciones relacionadas con la ciencia y la tecnología, promoviendo actividades como conferencias y debates sobre temas científicos y medioambientales.
6. Entidades sociales: coopera con asociaciones y entidades de índole social como Marea Verde a favor de la educación, Marea Violeta de carácter feminista, Marea Blanca a favor de la sanidad, etc.

Estas colaboraciones permiten al Ateneo ampliar su impacto en la comunidad y enriquecer su oferta cultural y educativa, así como seguir fomentando la cooperación y el intercambio con otras entidades e instituciones, que comparten valores y fines que son patrimonio de la cultura.

## Galería de imágenes

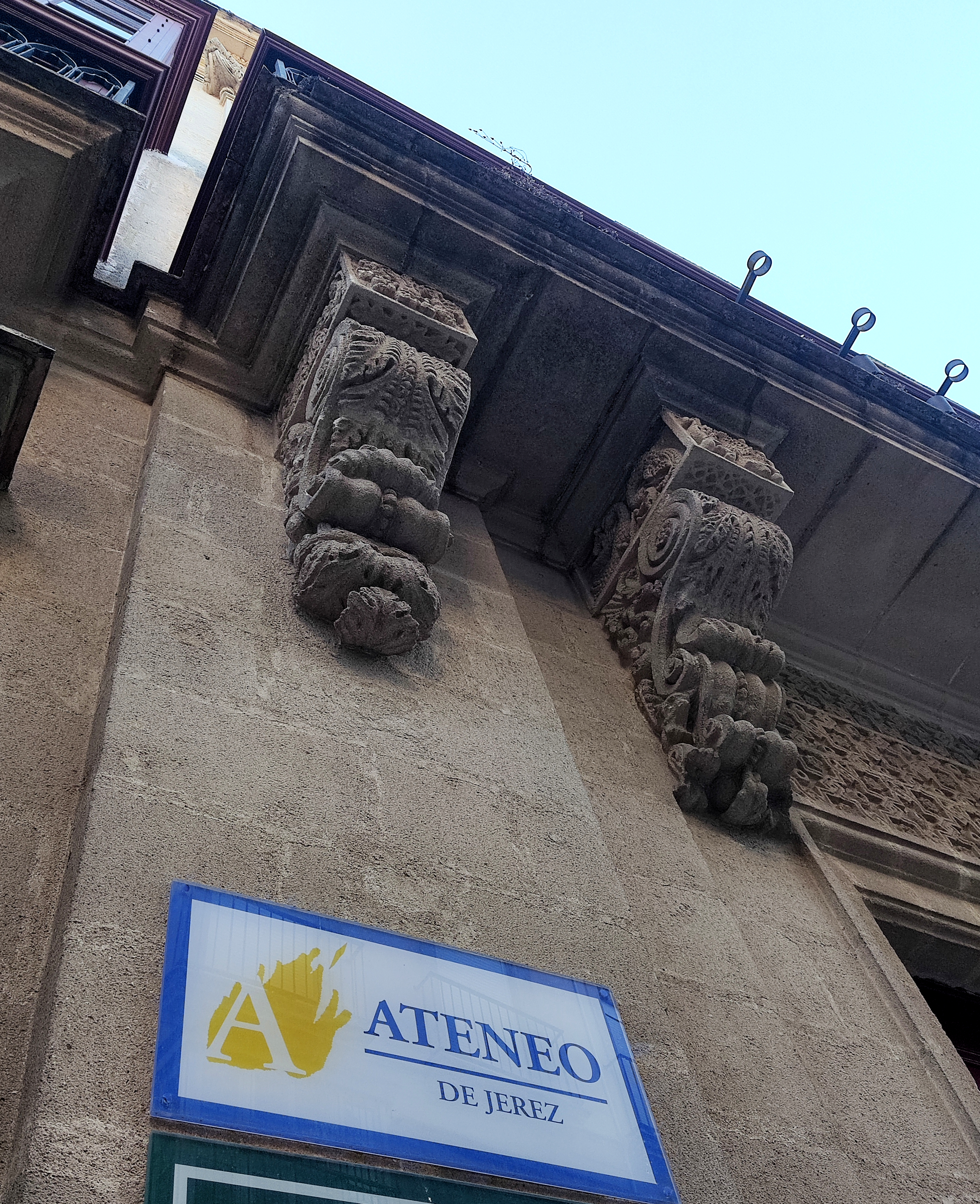
Detalle de la fachada principal de la sede actual de Ateneo de Jerez
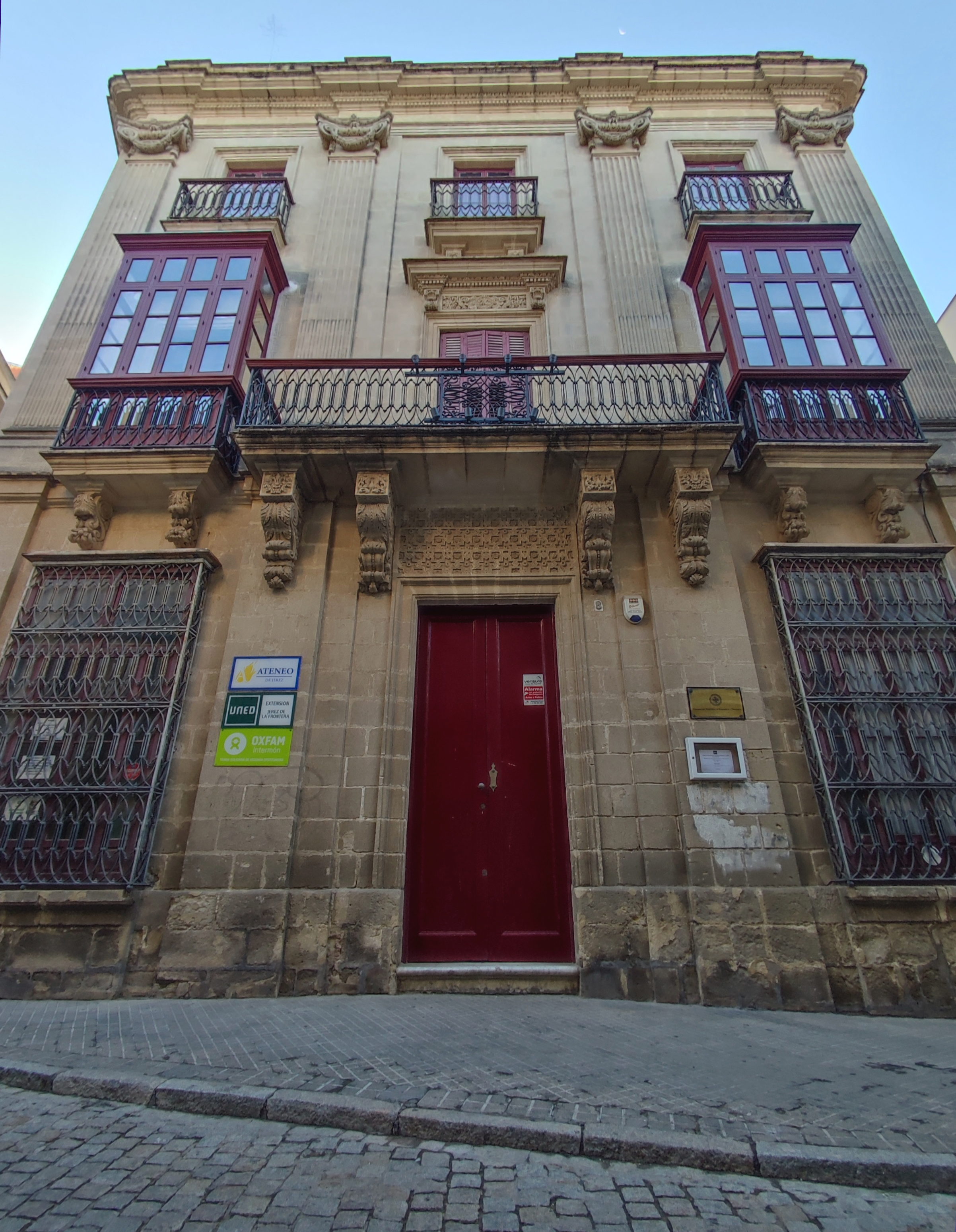
Vista frontal de la fachada de la sede del Ateneo de Jerez (C/ San Cristóbal)
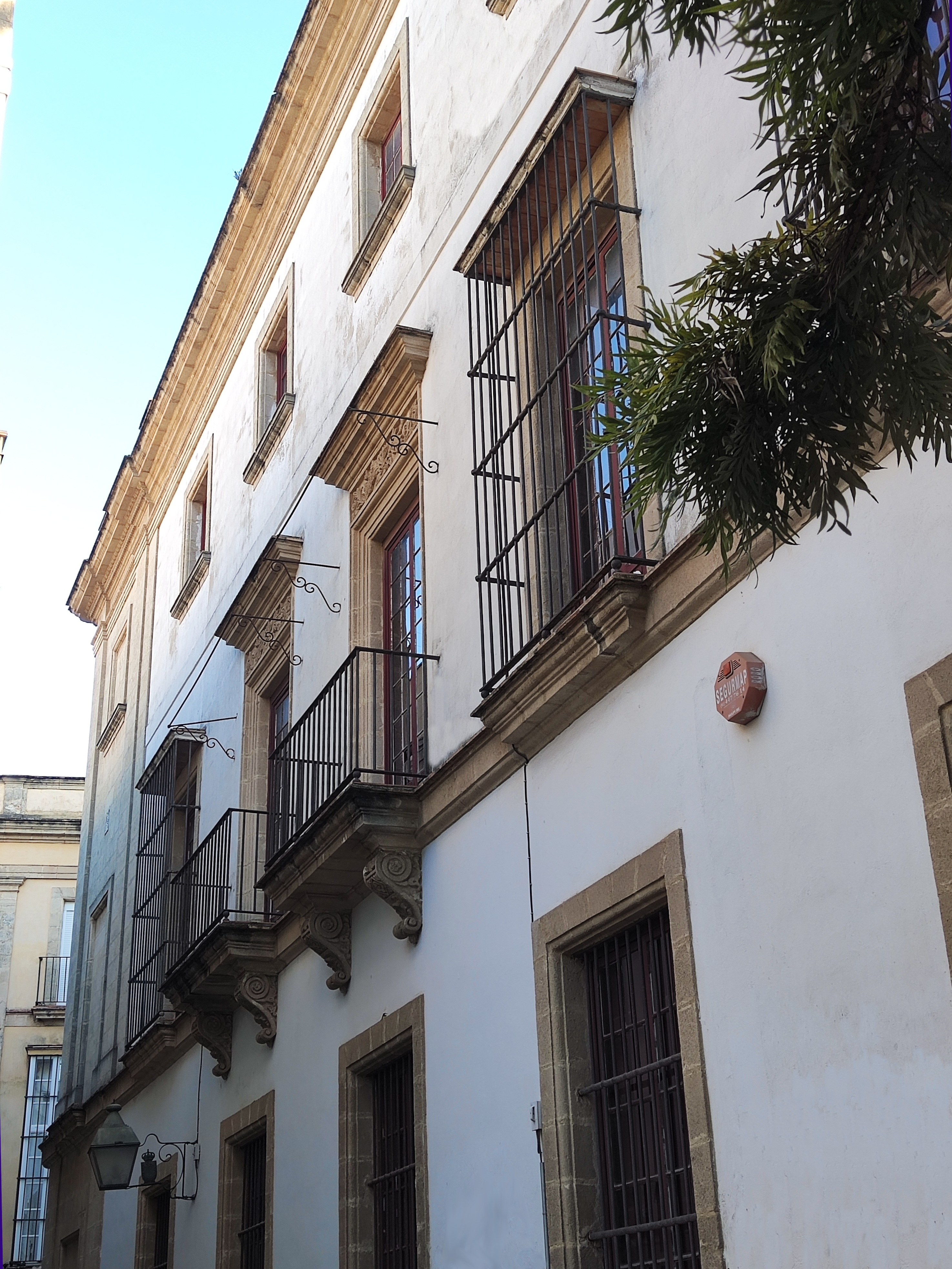
Vista lateral de la sede del Ateneo de Jerez (C/ Huevar)
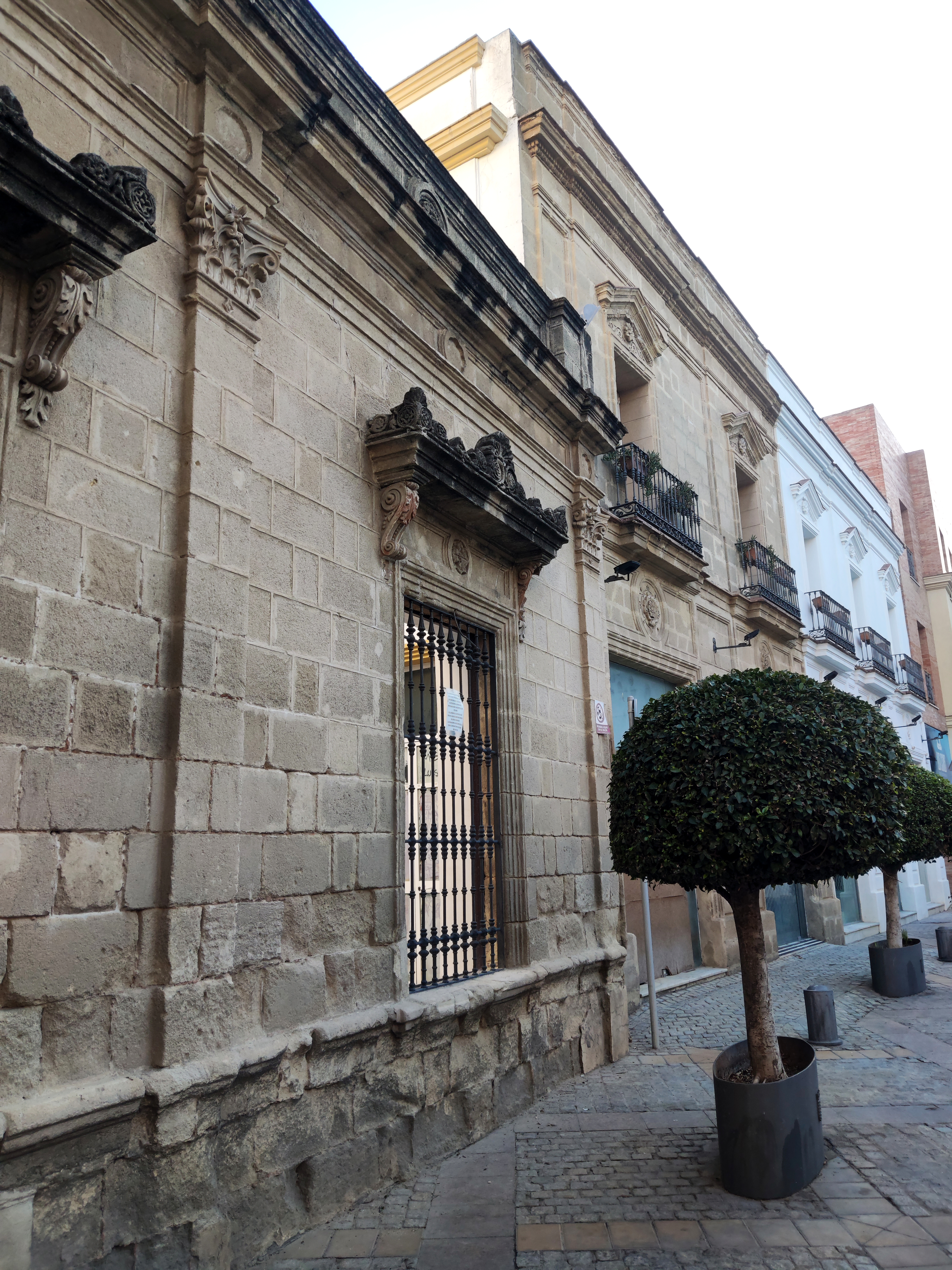
Acceso trasero a la sede actual del Ateneo de Jerez (Plaza del Progreso)